# Діапазон 2200 метрів
2200-метровий або 136 Діапазон кГц діапазон — найнижчий діапазон частот дозволений для використання радіоаматорам. Був офіційно наданий аматорам на Всесвітній конференції радіозв'язку (WRC-07) 2007 року. Діапазон доступний на вторинній основі в усіх регіонах МСЕ з обмеженням максимальної потужністі випромінювання в 1 ват.
Діапазон належить до довгих хвиль (ДГ), трохи нижче 153–279 кГц діапазону довгохвильового радіомовлення.

## Технічні складнощі
Для таких низькочастотних передач потрібне спеціальне обладнання – зазвичай виготовлене на замовлення. У країнах, де це дозволено, максимальна потужність випромінювання зазвичай обмежена 1 ватом (0 дБВт або 30 дБм), але навіть цього може бути надзвичайно важко досягти за допомогою практичного обладнання та антен. Прийом також створює проблеми через значні природні та штучні шуми та перешкоди (QRN та QRM).

## План діапазону
На конференції Регіону IARU 1 2005 року, діапазон було розподілено наступним чином:
135,7 – 136,0 кГц
Випробування станції та вікно трансатлантичного прийому
136,0 – 137,4 кГц
Телеграфія
137,4 – 137,6 кГц
Нетелеграфні цифрові режими
137,6 – 137,8 кГц
Дуже повільна телеграфія з центром 137,7 кГц

## Країни, в яких дозволена експлуатація

### МСЕ регіон 1
- Австрія
- Бельгія[4]
- Болгарія
- Чехія
- Данія
- Естонія
- Фінляндія
- Франція[5]
- Німеччина
- Греція
- Угорщина
- Ісландія
- Ірландія
- Італія
- Литва
- Нідерланди
- Норвегія
- Польща
- Румунія[6]
- Росія
- Іспанія
- Швеція[7]
- Швейцарія[8]
- Туреччина[9]
- Україна
- Велика Британія